# 保々則貞
保々 則貞（ほぼ のりさだ）は、安土桃山時代から江戸時代初期の武将。江戸幕府旗本。

## 略歴
父の則康は元は鷲津氏を称し土岐氏に仕えていたが、土岐氏の没落に伴い美濃国を離れ、細川藤賢、織田信長家臣の滝川一益に仕えた。天正10年（1582年）、滝川一益と小田原北条氏の間の戦い「神流川の戦い」で則康が戦死すると則貞は牢人となり、のち豊臣秀吉家臣の加藤清正に仕えた。文禄・慶長の役では清正の子の百助に従った。慶長2年（1597年）からは徳川家康に仕え、美濃国山県郡・中島郡に1千石を与えられる。慶長20年（1615年）の大坂夏の陣では敵1人を討ち取る武功を立てた。
書院番、小普請を歴任する。